# Villmergen
Villmergen és un municipi del cantó d'Argòvia (Suïssa), situat al districte de Bremgarten. Té una superfície, a partir del 2006, de 10,2 quilòmetres quadrats. D'aquesta superfície, el 41,6% s'utilitza amb finalitats agrícoles, mentre que el 35,9% és forestal. De la resta del terreny, el 22,3% està poblat (edificis o carreteres) i la resta (0,2%) és improductiu (rius o llacs).
El 2010, Hilfikon es va fusionar amb Villmergen.